# Саматово (Вологодская область)
Саматово — упразднённая деревня в Харовском районе Вологодской области. Входила в сельское поселение Михайловское, с точки зрения административно-территориального деления — в Михайловский сельсовет.

## География
Расстояние по автодороге до районного центра Харовска — 27 км, до центра муниципального образования Михайловского — 10 км. Ближайшие населённые пункты — Балыково, Золотава, Золотогорка.

## История
Упразднена в 2020 году.

## Население
| 2010 |
| ---- |
| 0    |

По данным переписи в 2002 году постоянного населения не было.